# Dolomedes palpiger
Espèce
Dolomedes palpiger est une espèce d'araignées aranéomorphes de la famille des Dolomedidae.

## Distribution
Cette espèce est endémique du Cameroun.

## Description
Le mâle holotype mesure 20 mm.

## Systématique et taxinomie
Cette espèce a été décrite par Pocock en 1903.

## Publication originale
- Pocock, 1903 : « Some new spiders from the camaroons collected by Mr G. L. Bates. » Annals and Magazine of Natural History, sér. 7, vol. 11, p. 258-264 (texte intégral).